# Hans-Jürgen Dämmrich
Hans-Jürgen Dämmrich, auch Hans Jürgen Dämmrich, (geboren im 20. Jahrhundert) ist ein deutscher Schauspieler.
Dämmrich trat in den 1970er Jahren als Schlagersänger auf, teils als One Man Band Hans Jürgen, und veröffentlichte mehrere Single-Schallplatten. Von Mitte der 1970er bis Ende der 2000er Jahre war er als Gastwirt im oberbayerischen Garmisch-Partenkirchen tätig und betrieb dort unter anderem jahrzehntelang ein Tanzlokal, in dem er selbst als Entertainer auftrat. Außerdem war und ist er in der Region freiberuflich als Alleinunterhalter, DJ und Entertainer tätig.
Seit 2010 gehört Dämmrich zum Ensemble des Kleinen Theaters Garmisch-Partenkirchen, einem 1949 von Fritz Rohrbeck gegründeten und in dritter Generation geführten Privattheater in Garmisch-Partenkirchen. Seither steht Dämmrich dort regelmäßig in wesentlicher Funktion als Schauspieler auf der Bühne.

## Rollen (Auswahl)
- Frank, Gefängnisdirektor, in: "Die Fledermaus", Operette von Johann Strauss, Kleines Theater Garmisch-Partenkirchen
- Bischof Braxley, in: "Von wegen Wilder Westen", von Alexandra Kiening, Kleines Theater Garmisch-Partenkirchen
- Ajaxerle,  Lakrimosas Vetter, in: "der Bauer als Millionär", von Ferdinand Raimund, Kleines Theater Garmisch-Partenkirchen
- Stifler, sein Freund, in: "Der Zerrissene", von Johann Nestroy, Kleines Theater Garmisch-Partenkirchen
- Ferdinand Penitz, in: "MIA SAN NOlympiJA", von Matthias Weckmann, Kleines Theater Garmisch-Partenkirchen[4]
- Bernie, in: "Bella Donna", von Stefan Vögel, Kleines Theater Garmisch-Partenkirchen[5]
- Elmar Schachinger, in: "Die Mordsleich vom Riessersee", von Matthias Weckmann, Kleines Theater Garmisch-Partenkirchen[6]
- Dicker Vetter, in: "Jedermann", von Hugo von Hofmannsthal, Kleines Theater Garmisch-Partenkirchen